# Bausch & Lomb
Pour les articles homonymes, voir Bausch et Lomb.
 (décembre 2016).
Si vous disposez d'ouvrages ou d'articles de référence ou si vous connaissez des sites web de qualité traitant du thème abordé ici, merci de compléter l'article en donnant les références utiles à sa vérifiabilité et en les liant à la section « Notes et références ».
Bausch & Lomb est une entreprise américaine, leader mondial en ophtalmologie médicale et optique.
L'entreprise a été créée en 1853 par Henry Lomb et John Jacob Bausch, opticiens allemands émigrés aux États-Unis.
Fournisseur de l'US Navy de jumelles et télescopes, la société conçoit, à la demande du lieutenant John MacCready les lunettes de soleil Ray-Ban. Lomb et Baush finissent par développer le verre RB3, qui filtre les rayons UV et infrarouges. Baptisé initialement Antiglare, ce verre est breveté plus tard sous le nom de Ray-Ban (bannir les rayons).
Elle fut aussi un fabricant d'objectifs photographiques et de microscopes réputés. Cette dernière branche a été absorbée à la fin du XXe siècle par Leica Microsystems.
L'entreprise vend la marque Ray-Ban à Luxottica, en 1999.